# 448

448(사백사십팔)은 447보다 크고 449보다 작은 자연수다.

## 수학
- 합성수로, 그 약수는 총 14개다. (1, 2, 4, 7, 8, 14, 16, 28, 32, 56, 64, 112, 224, 448)
  - 448의 진약수의 합은 568이므로, 448은 과잉수다.
- 35번째 불가촉수다. 앞의 불가촉수는 430, 다음은 472이다.
- {\displaystyle 97^{2}-1}은 448로 나누어떨어진다.

## 과학
- NGC 448(영어판): 고래자리 방향에 있는 렌즈형 은하.

## 교통

### 철도
- 수도권 전철 4호선 상록수역의 역번호.

### 도로
- 고속도로 및 국도
  - 아우토반 448호선(영어판, 독일어판): 독일의 고속도로.
  - 일본 448번 국도(일본어판): 가고시마현 이부스키시에서 미야자키현 미야자키시까지 이어지는 일본의 국도.
- 기타 도로
  - 현도 제448호선

## 문화유산
- 대한민국의 보물 제448호: 안동 봉정사 화엄강당
- 대한민국의 사적 제448호: 강릉 굴산사지

## 기타
- 연도: 448년, 기원전 448년